# Martin Eden (utwór muzyczny)
Martin Eden to piosenka napisana przez amerykańskiego piosenkarza Billa Hughesa i włoskich kompozytorów: Ruggero Cini i Dario Farina. Jej tekst oraz kompozycja muzyczna powstały na podstawie motywu muzycznego Jacka Londona z serialu telewizyjnego Martin Eden w reżyserii Giacomo Battiato.
Piosenka została wydana 31 stycznia 1981 jako singiel w Europie, gdzie znalazła się na szczycie listow przebojów Billboard..

## Lista utworów
1. „Martin Eden” (muz. [[Ruggero Cini
Dario Farina]], sł. Bill Hughes) – 3:28
2. „Mexicana” (muz. Ruggero Cini ) – 3:28
3. „Martin Eden (instrumental)” (muz. Ruggero Cini ) – 3:28

## Wersje coverow
- Smugglers, Polska, 2009
- Petr Rezek, Supraphon, Czechosłowacja, 1984 z tytułem "Tulak po Hvezdach"